# 北陸観光フリーきっぷ
北陸観光フリーきっぷ（ほくりくかんこうふりーきっぷ）は東海旅客鉄道（JR東海）が2008年夏から発売している特別企画乗車券である。名古屋市内、浜松駅または静岡駅から北陸のフリーエリアまでの往復がセットになった割引きっぷであり、フリーエリア内は乗り降り自由である。
この記事では2007年秋から2008年春まで発売されていた富山フリーきっぷについても述べる。

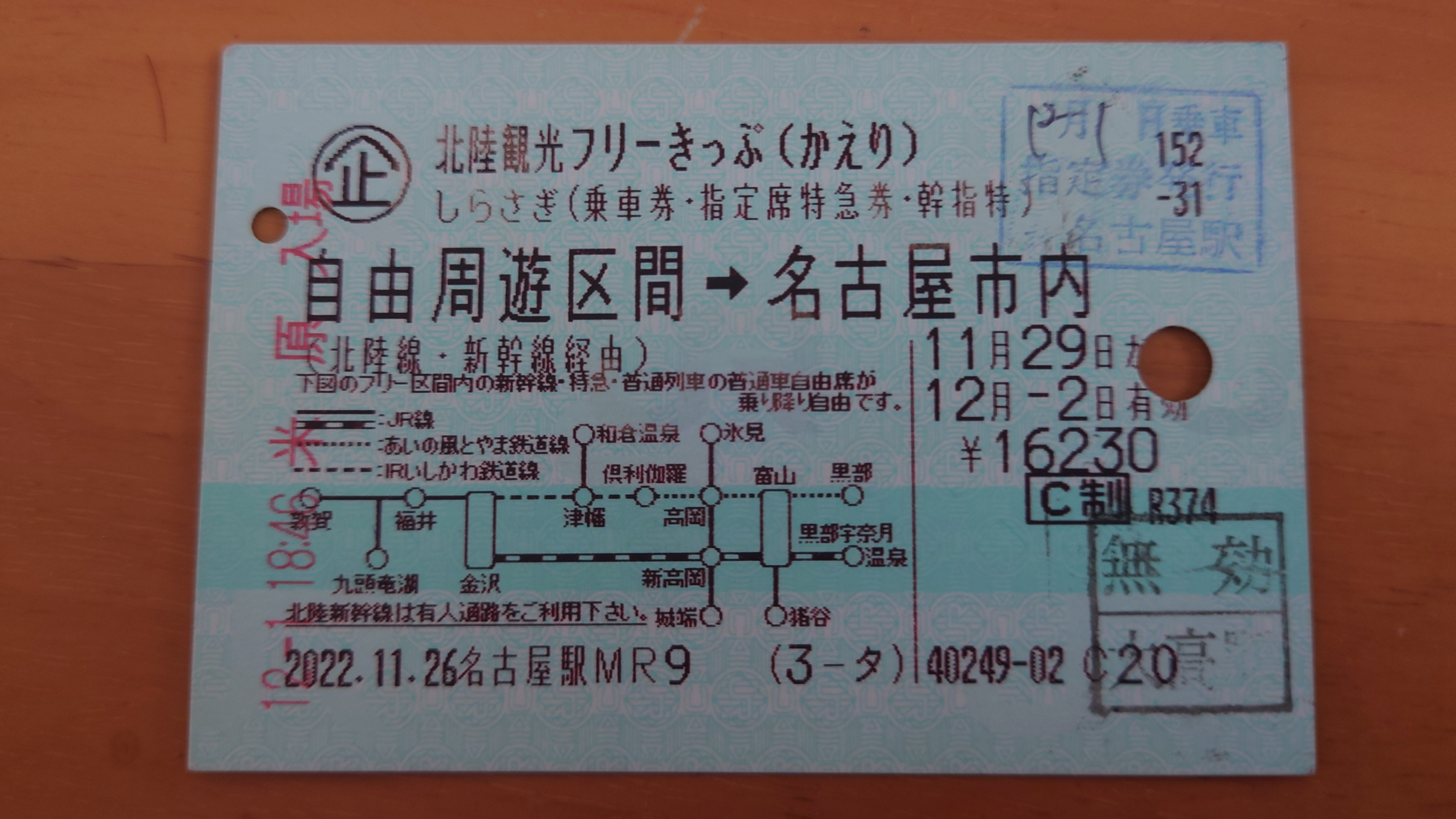
北陸観光フリーきっぷ

## 概要
静岡駅・浜松駅・名古屋駅からフリーエリアまでの往復は特急「しらさぎ」または「ひだ」の普通車指定席が利用できる。ただし、利用できるのは行きが「ひだ」、帰りが「しらさぎ」の「ひだ&しらさぎコース」または行きが「しらさぎ」、帰りが「ひだ」の「しらさぎ&ひだコース」の2通りのみであり、往復ともに「ひだ」または往復ともに「しらさぎ」という経路は利用できない。静岡駅・浜松駅 - 名古屋駅 ‐ 米原駅間を東海道新幹線「ひかり」「こだま」の普通車自由席を利用し、米原駅で「しらさぎ」と乗り継ぐことも可能である。
フリーエリア外は原則として下車前途無効であるが、下呂駅・高山駅・飛騨古川駅に限り途中下車が可能である。この場合指定席を分割して利用することもできる。例えば、名古屋駅から富山駅まで「ひだ」を利用し、高山駅と飛騨古川駅で途中下車する場合、「名古屋 - 高山」、「高山 - 飛騨古川」、「飛騨古川 - 富山」の指定券が発行される。
フリーエリア内は特急列車を含む普通車自由席が4日間乗り降り自由である。フリーエリアは西日本旅客鉄道（JR西日本）、ハピラインふくい、IRいしかわ鉄道、あいの風とやま鉄道の以下の区間である。
- JR西日本：
  - 北陸新幹線：黒部宇奈月温泉駅 - 敦賀駅
  - 越美北線：全線
  - 七尾線：全線
  - 城端線：全線
  - 氷見線：全線
  - 高山本線：猪谷駅 - 富山駅
- ハピラインふくい：
  - ハピラインふくい線：全線
- IRいしかわ鉄道：
  - IRいしかわ鉄道線：全線
- あいの風とやま鉄道：
  - あいの風とやま鉄道線：黒部駅 - 倶利伽羅駅

指定された観光案内所で当きっぷを提示すると観光施設の割引特典ガイドブックを受け取ることができる。

## 金額・有効期間
- 「ひだ&しらさぎコース」、「しらさぎ&ひだコース」ともに大人用は名古屋市内発は17,220円、浜松発は19,280円、静岡発は20,290円、子供用はそれぞれ半額である。4日間有効。2024年3月の北陸新幹線開業に伴い、現在の価格になった。
- 通年で発売している。
- 多客期には利用できない。

## 富山フリーきっぷ
水害のために一部の区間が不通になっていた高山本線が2007年秋に全線復旧したのを記念して、期間限定で「富山フリーきっぷ」がJR東海から発売された。フリーエリアは富山県内のみであるが、名古屋市内からフリーエリアまでの往復がセットになっており行きと帰りの一方が「ひだ」利用で他方が「しらさぎ」利用である点などは「北陸観光フリーきっぷ」と同じである。ねだんも同額の15,000円（子供用は半額）である。利用期間は2007年9月8日から12月26日までおよび2008年2月9日から6月30日までの期間限定（ただし多客期には利用できない）である。
「北陸観光フリーきっぷ」との主な相違点は、フリーエリアの範囲、有効期間が3日間であること、指定された観光施設や飲食店で直接きっぷを提示することで割引等の特典が受けられることである。
フリーエリアは鉄道・バス・船の以下の区間である。
- JR西日本：
  - 北陸本線：高岡駅 - 黒部駅
  - 城端線：全線
  - 氷見線：全線
  - 高山本線：猪谷駅 - 富山駅
- 万葉線：全線
- 富山ライトレール：全線
- 新港東口ライトレール接続線バス：新湊東口（堀岡） - 岩瀬浜駅
- 越ノ潟フェリー：越ノ潟 - 堀岡
  - 越ノ潟フェリーの利用は無料なので運賃・きっぷは不要であるが、「富山フリーきっぷ」のフリーエリアには越ノ潟フェリーも指定されている。
- 如意の渡し：伏木 - 中伏木